# Thomas Keneally
Œuvres principales
- La Liste de Schindler

Thomas Michael Keneally, né le 7 octobre 1935 à Sydney, est un auteur australien. Il est surtout célèbre pour La Liste de Schindler qui inspira le film du même nom.

## Biographie
Né à Sydney, il commença ses études au séminaire pour devenir prêtre, mais abandonna en 1960 pour se diriger vers l'éducation. Il publie son premier livre en 1964. Il se marie en 1965 et aura deux enfants.
Il est un fervent défenseur de la république australienne et fait partie du mouvement républicain australien.

## Œuvres

### Fictions
- (en) The Fear, 1965
- (en) Bring Larks and Heroes, 1967
- (en) Three Cheers for the Paraclete, 1968
- (en) Halloran's Little Boat, 1968
- (en) Childermas, 1968
- (en) The Survivor, 1969
- (en) A Dutiful Daughter, 1971
- (en) An Awful Rose, 1972
- (en) The Chant of Jimmie Blacksmith, 1972
- (en) Blood Red, Sister Rose, 1974
- (en) Gossip from the Forest, 1975
- Une saison au purgatoire ((en) Season in Purgatory, 1976)
- (en) A Victim of the Aurora, 1977
- La Cité des abeilles ou l'étrange aventure de Ned Kelly ((en) Ned Kelly and the City of Bees, 1978), livre pour enfants
- (en) Confederates, 1979
- (en) Passenger, 1979
- (en) The Cut-Rate Kingdom, 1980
- (en) Bullie's House, 1981
- La Liste de Schindler ((en) Schindler's Ark, 1982)
- (en) A Family Madness, 1985
- (en) The Playmaker, 1987
- (en) Act of Grace, 1988Sous le nom de William Coyle.
- (en) By the Line, 1989
- (en) Towards Asmara, 1989
- (en) Flying Hero Class, 1991
- (en) Chief of Staff, 1991Sous le nom de William Coyle.
- Femme en mer intérieure ((en) Woman of the Inner Sea, 1993)
- (en) Jacko, 1993
- (en) A River Town, 1995
- (en) Bettany's Book, 2000
- (en) An Angel in Australia, 2002Également publié sous le titre Office of Innocence
- (en) The Tyrant's Novel, 2003

### Autres
- (en) Moses the Lawgiver, 1975
- (en) Outback, 1983
- (en) Australia: Beyond the Dreamtime, 1987
- (en) The Place Where Souls Are Born: A Journey to the Southwest, 1992
- (en) Now and In Time To Be: Ireland and the Irish, 1992
- (en) Memoirs from a Young Republic, 1993
- (en) The Utility Player: the Des Hasler Story, 1993
- (en) Our Republic, 1995
- (en) Homebush Boy - A Memoir, 1995, autobiographie
- (en) The Great Shame, 1998
- (en) American Scoundrel, 2002
- (en) Lincoln, 2003

## Récompenses
- Booker Prize pour La Liste de Schindler
- Prix Miles Franklin pour Bring Larks and Heroes et Three Cheers for the Paraclete